# Kaskantyú
Kaskantyú là một thị trấn thuộc hạt Bács-Kiskun, Hungary. Thị trấn này có diện tích 58,28 km², dân số năm 2010 là 932 người, mật độ 16 người/km².